# Porcelain War
Porcelain War ist ein Dokumentarfilm von Brendan Bellomo und Slava Leontyev. Die Weltpremiere von Porcelain War fand im Januar 2024 beim Sundance Film Festival statt, wo der Film mit dem Grand Jury Prize im U.S. Documentary Competition ausgezeichnet wurde. Im November 2024 kam der Film in die US-Kinos. Im Rahmen der Oscarverleihung 2025 wurde Porcelain War als bester Dokumentarfilm nominiert.

## Inhalt
Slava Leontyev und Anya Stasenko sind sowohl im Privaten als auch im Beruflichen Partner. Das Künstlerpaar fertigt Porzellanobjekte. Er modelliert die Figuren, oft in der Gestalt von Schnecken, Reptilien oder Eulen, sie bemalt deren weiße Oberflächen auf skurrile Weise.  Sie leben auf der Krim, umgeben von Künstlern und Freunden.
Nach dem Russischen Überfall auf die Ukraine verlassen sie die Krim und begeben sich gemeinsam mit ihrem Terrier Frodo nach Charkiw, einer Stadt nur 40 Kilometer von der russischen Grenze entfernt. Dort setzen Slava und Anya ihre Kunst fort und platzieren ihre Porzellanfiguren inmitten der Trümmer. Slava, ein ehemaliger Soldat der ukrainischen Spezialkräfte, arbeitet gleichzeitig als Waffenausbilder für eine Militäreinheit, die aus Zivilisten besteht. Ihr langjähriger Freund Andrey Stefanov, ein Maler, der sich während des Krieges der Fotografie zugewandt hat, ist in Gedanken bei seiner Frau und seinen Töchtern, die nach Kriegsbeginn nach Litauen geflohen sind.

## Produktion

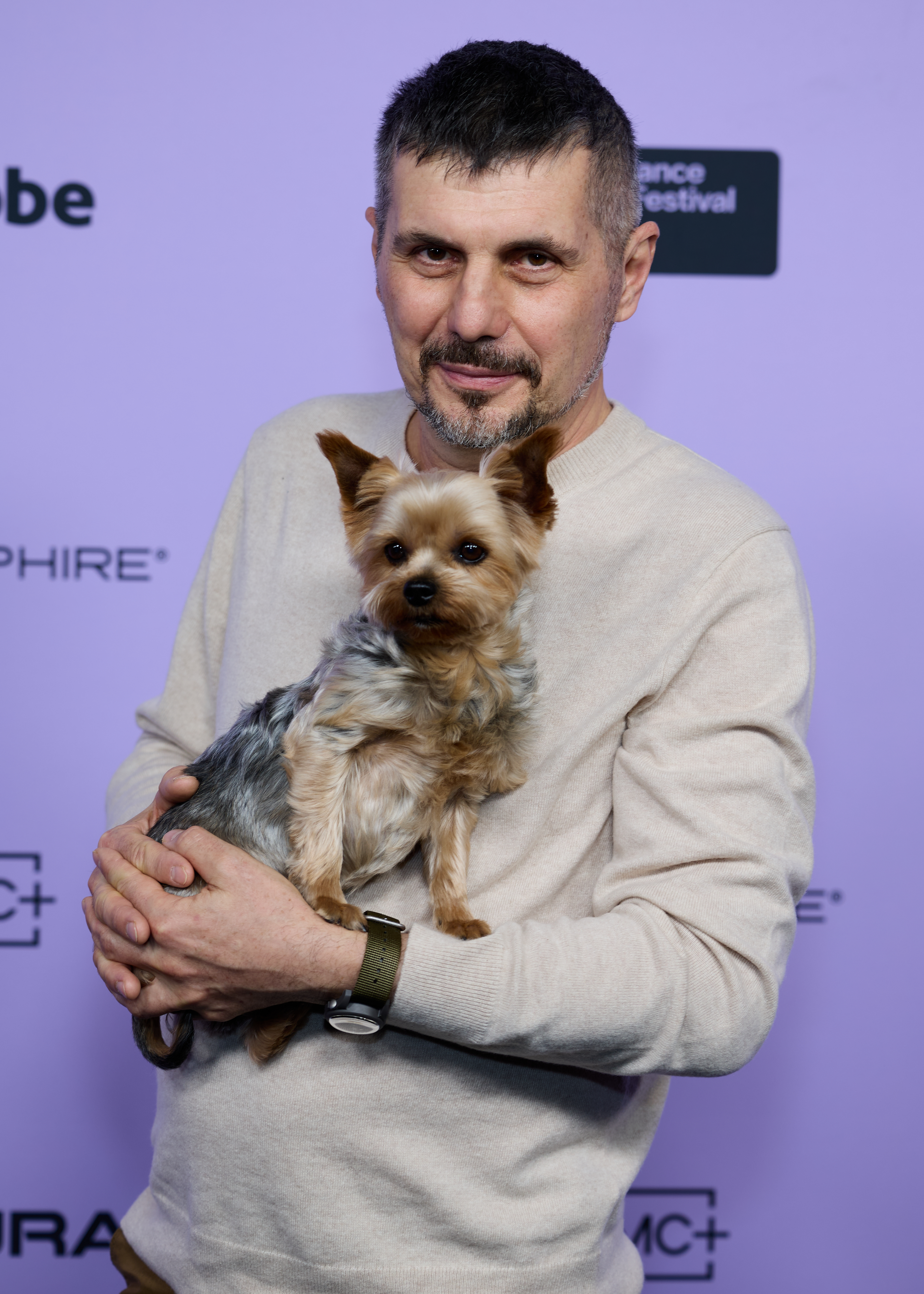
Künstler und Regisseur Slava Leontyev und sein Hund Frodo

Regie führten der US-Amerikaner Brendan Bellomo und der Ukrainer Slava Leontyev. Zu den vorherigen Kurzfilmen des 1984 in Palo Alto geborenen Bellomo gehören Bohemibot von 2009 und Extra Ordinary von 2019. Porcelain War ist sein erster Langfilm als Regisseur. Für Leontyev stellt Porcelain War das Regiedebüt dar. Er wuchs in einer Biologenfamilie in der Ukraine auf und verarbeitet in seiner Kunst seine Liebe zur Natur.
Gemeinsam mit Aniela Sidorska und Kelly Cameron übernahm Bellomo auch den Filmschnitt. Die Musik steuerte das aus der Ukraine stammende Weltmusik-Projekt DachaBracha bei.
Die Weltpremiere von Porcelain War fand am 20. Januar 2024 beim Sundance Film Festival statt. Ende April 2024 erfolgten Vorstellungen beim San Francisco International Film Festival und beim Hot Docs International Film Festival. Ab Ende Juni 2024 wurde der Film beim Karlovy Vary International Film Festival, im September 2024 beim Nashville Film Festival und im Oktober 2024 beim Hamptons International Film Festival, beim Woodstock Film Festival und beim Newport Beach Film Festival gezeigt. Ende Oktober, Anfang November 2024 wurde er beim Savannah Film Festival und im weiteren Verlauf des Novembers 2024 beim Denver Film Festival und beim Stockholm International Film Festival vorgestellt. Am 22. November 2024 kam der Film in ausgewählte US-Kinos.

## Rezeption

### Kritiken
Von den bei Rotten Tomatoes aufgeführten Kritiken sind 96 Prozent positiv bei einer durchschnittlichen Bewertung mit 7,3 von 10 möglichen Punkten. Bei Metacritic erhielt der Film einen Metascore von 73 von 100 möglichen Punkten.

### Auszeichnungen
Im Rahmen der Oscarverleihung 2025 wurde Porcelain War in eine 15 Titel umfassende Shortlist der Kategorie Bester Dokumentarfilm aufgenommen. Im Folgenden eine Auswahl von Auszeichnungen und Nominierungen.
AACTA Awards 2025

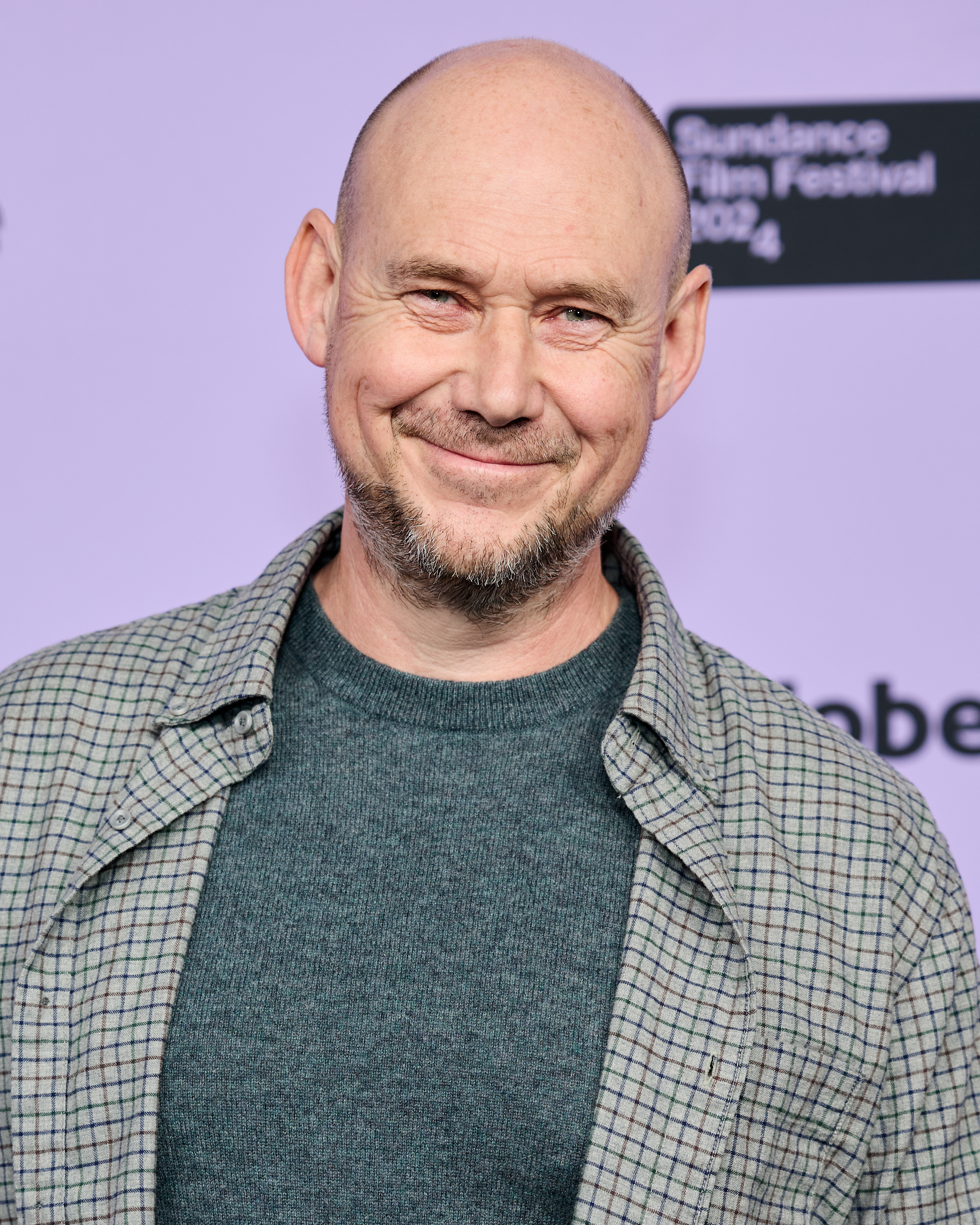
Kameramann Andrey Stefanov

- Nominierung als Bester Dokumentarfilm[16]

American Society of Cinematographers Awards 2025
- Nominierung für den Documentary Award (Andrey Stefanov)[17]

Cinema Eye Honors Awards 2024
- Nominierung als Beste Produktion (Paula DuPre’ Pesmen, Aniela Sidorska, Camilla Mazzaferro und Olivia Ahnemann)
- Nominierung für die Beste Kamera (Andrey Stefanov)
- Nominierung für das Beste Visual Design (Brendan Bellomo und die BluBlu Studios)
- Auszeichnung mit dem Publikumspreis[18][19]

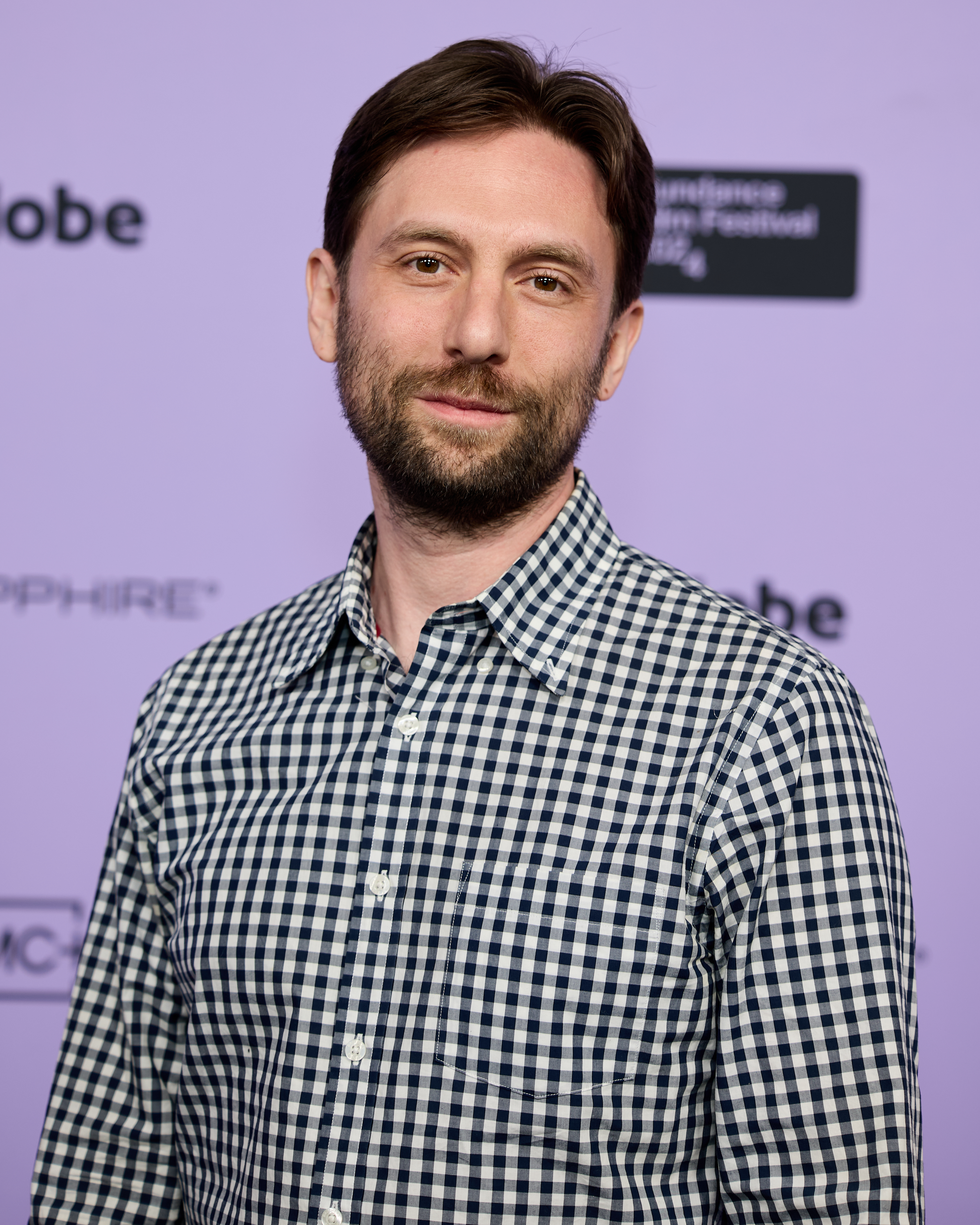
Regisseur und Drehbuchautor Brendan Bellomo

Critics’ Choice Documentary Awards 2024
- Nominierung als Best New Documentary Filmmakers (Brendan Bellomo und Slava Leontyev)
- Nominierung als Best Political Documentary[20]

Directors Guild of America Awards 2025
- Auszeichnung für die Beste Regie – Dokumentarfilm (Brendan Bellomo und Slava Leontyev)[21]

Hamptons International Film Festival 2024
- Nominierung im  Documentary Competition[22]

Heartland International Film Festival 2024
- Auszeichnung als Bester Dokumentarfilm[23]

Hollywood Professional Association Awards 2024
- Nominierung in der Kategorie Editing – Documentary (Brendan Bellomo und Aniela Sidorska)
- Nominierung in der Kategorie Sound – Documentary (Robert Mackenzie, Sam Hayward, Jared Dwyer, Andrew Miller, Alex Francis und Karina Rezhevska)[24]

Internationales Filmfestival von Stockholm 2024
- Auszeichnung als Bester Dokumentarfilm[25]

Nantucket Film Festival 2024
- Auszeichnung mit dem Publikumspreis – Dokumentarfilm[26]

Nashville Film Festival 2024
- Nominierung als Bester Dokumentarfilm (Brendan Bellomo und Slava Leontyev)[27]

New Hampshire Film Festival 2024
- Auszeichnung als Bester Dokumentarfilm[28]

Oscarverleihung 2025
- Nominierung als Bester Dokumentarfilm

Producers Guild of America Awards 2024
- Nominierung als Bester Dokumentarfilm[29]

Sarasota Film Festival 2024
- Lobende Erwähnung der Jury  im Dokumentarfilmwettbewerb[30]

Satellite Awards 2025
- Nominierung als Bester Dokumentarfilm[31]

Sundance Film Festival 2024
- Auszeichnung mit dem Grand Jury Prize im U.S. Documentary Competition[5]

Woodstock Film Festival 2024
- Auszeichnung als Bester Dokumentarfilm mit dem Grand Jury Award
- Auszeichnung mit dem Documentary Editing Award (Brendan Bellomo, Aniela Sidorska und Kelly Cameron)[32]